# 龙山街道 (宿松县)
龙山街道，是中华人民共和国安徽省安庆市宿松县下辖的一个乡镇级行政单位。2022年5月设立龙山街道，将宿松县孚玉镇龙山社区、小湾村、韩岭村和破凉镇振兴社区、新耕村划归龙山街道管辖。

## 行政区划
龙山街道下辖以下地区：
龙山社区、振兴社区、小湾村、韩岭村、新耕村。